# Pietro Nardini
Pietro Nardini (født 12. april 1722 i Livorno, død 7. maj 1793 i Firenze) var en italiensk violinist og komponist, der virkede i overgangsperioden mellem barokken og wienerklassikken og arbejdede inden for begge stilretninger.

## Biografi
Nardini studerede musik i fødebyen Livorno, og han blev senere elev af Tartini i Padua. Herfra rejste han til Tyskland, hvor han blev optaget i hofkapellet i Stuttgart, og han var 1753-67 soloviolinist og fra 1762 dirigent samme sted. Han sagde i 1770 sin stilling op for at blive hofkapelmester hos storhertug Peter Leopold af Toscana. 
Som violinist var Nardini beundret af blandt andre Leopold Mozart. Som komponist skrev Nardini koncerter og sonater for violin, trios, kvartetter osv. Han er ikke kendt som en fremragende komponist, men dog anerkendt for velklingende melodier og for melodier, der er velegnede som øvemateriale til teknik. Blandt hans mest kendte kompositioner er en sonate i D-dur samt en koncert i E-mol.
Som ven af Leopold Mozart mødte Nardini Wolfgang Amadeus Mozart på dennes første rejse til Italien og fulgte med i dennes forsøg på at finde en egnet stilling 1770-71. Han mødte også den bøhmiske komponist Václav Pichl. Nardini var læremester for Bartolomeo Campagnoli og Thomas Linley den yngre.